# Yukihiro Mitani
Yukihiro Mitani –en japonés, 三谷幸宏, Mitani Yukihiro– (22 de abril de 1966) es un deportista japonés que compitió en patinaje de velocidad sobre hielo. Ganó una medalla de bronce en el Campeonato Mundial de Patinaje de Velocidad sobre Hielo en Distancia Corta de 1987.

## Palmarés internacional
| Campeonato Mundial en Distancia Corta | Campeonato Mundial en Distancia Corta | Campeonato Mundial en Distancia Corta | Campeonato Mundial en Distancia Corta |
| Año                                   | Lugar                                 | Medalla                               | Prueba                                |
| ------------------------------------- | ------------------------------------- | ------------------------------------- | ------------------------------------- |
| 1987                                  | Sainte-Foy (Canadá)                   | Medalla de bronce                     | Clasificación general                 |